# Đồng Tâm, Đồng Nai
Đồng Tâm là một xã thuộc tỉnh Đồng Nai, Việt Nam.
Xã Đồng Tâm có diện tích 96,50 km², dân số năm 2002 là 4.584 người, mật độ dân số đạt 48 người/km².

## Lịch sử
Ngày 1 tháng 8 năm 1994, Ban tổ chức Chính phủ ban hành Nghị định 74-CP về việc thành lập xã Đồng Tâm trên cơ sở một phần diện tích và dân số của xã Đồng Xoài cũ.
Ngày 6 tháng 11 năm 1996, Quốc hội ban hành Nghị quyết về việc tỉnh Sông Bé tách thành 2 tỉnh Bình Phước và Bình Dương. Xã Đồng Tâm, huyện Đồng Phú thuộc tỉnh Bình Phước.
Ngày 5 tháng 4 năm 2002Chính phủ ban hành Nghị định số 36/2002/NĐ-CP về việc thành lập xã Đồng Tiến trên cơ sở 5.210 ha diện tích tự nhiên và 9.686 nhân khẩu của xã Đồng Tâm.
Sau khi điều chỉnh địa giới hành chính, xã Đồng Tâm còn lại 9.650 ha diện tích tự nhiên và 4.584 nhân khẩu.